# Роберт Солоу
Роберт Мертон Солоу (енгл. Robert Merton Solow; Њујорк, 23. август 1924 — Лексингтон, 21. децембар 2023) био је амерички економиста, добитник Нобелове награде.

## Живот
После школовања у јавним школама у Њујорку, уписао се на Харвардски универзитет, где је студирао социологију, антропологију и економију. Од 1942. до 1945. учествује у Другом светском рату. После завршених студија на Харварду, где је учио код Василија Леонтијева, унапређује знање из статистике и вероватноће на Колумбија универзитету и докторира 1951. године. Од 1949. године запослен је као асистент на МИТ-у (Масачусетски институт за технологију), на коме је остао цео радни век. Професор постаје 1958. године.

## Рад
Солоу је био једна од водећих личности неокејнзијанске макроекономске синтезе заједно са Полом Самјуелсоном, са којим је радио у економском одељењу МИТ-а и написао више значајних радова на разне теме: о фон Нојмановом моделу раста (1953), о теорији капитала (1956), о линеарном програмирању (1958) и о Филипсовој кривој (1960)
Као појединац, Солоу је највећи допринос дао стварањем неокласичног модела раста (1956, 1970. Њиме је било могуће раздвојити компоненте узрока економског раста, као што су раст капитала и радне снаге од техничког прогреса. Сам Солоу је израчунао да четири петине америчког раста по запосленом потиче од техничког прогреса, док се до тада мислило да раст капитала представља основну полугу раста. Његово коришћење агрегатних производних функција довело је до тзв. Кембричке контроверзе, када су се сукобили представници двају Кембриџа (енглеског и америчког), тј. Солоу и Самјуелсон, са једне, и Џоан Робинсон и други, са друге стране.
Роберт Солоу добио је Нобелову награду за економију 1987. године за 'његов доприност теорији економског раста' (из образложења).

## Дела
- 1952. "On the Structure of Linear Models", Econometrica.
- 1953. "Balanced Growth under Constant Returns to Scale", with P.A. Samuelson,, Econometrica.
- 1956. "A Complete Capital Model Involving Heterogeneous Capital Goods", with P.A. Samuelson, QJE.
- 1956. "A Contribution to the Theory of Economic Growth", QJE.
- 1957. "Technical Change and the Aggregate Production Function", REStat.
- 1958. Linear Programming and Economic Analysis, with R. Dorfman and P.A. Samuelson
- 1960. "Analytical Aspects of Anti-Inflation Policy", with P.A. Samuelson
- 1960. "Investment and Technical Progress", in Arrow, Karlin & Suppes, editors, Mathematical Models in Social Sciences.
- 1961. "Capital Labor Substitution and Economic Efficiency" with K.J. Arrow, H. Chenery and B.Minhas, REStat.
- 1962. "Substitution and Fixed Proportions in the Theory of Capital", RES.
- 1963. Capital Theory and the Rate of Return
- 1963. "Heterogeneous Capital and Smooth Production Functions: An experimental study", Econometrica.
- 1966. "Neoclassical Growth with Fixed Factor Proportions", with J. Tobin, C.C. von Weizsacker and M. Yaari, RES.
- 1967. "The Interest Rate and Transition between Techniques", in Feinstein, editor, Socialism, Capitalism and Economic Growth.
- 1968. "Output, Employment, and Wages in the Short Run" with J.E. Stiglitz, QJE
- 1970. Growth Theory: An exposition
- 1973. "Does Fiscal Policy Matter?", with A.S. Blinder, Journal of Public Economics.
- 1974. Analytical Foundations of Fiscal Policy", with A.S. Blinder, in Blinder et al., The Economics of Public Finance
- 1974. "The Economics of Resources or the Resources of Economics", AER.
- 1974. "Intergenerational Equity and Exhaustible Resources", RES.
- 1979. "Alternative Approaches to Macroeconomic Theory: A partial view", Canadian JE.
- 1980. "On Theories of Unemployment", AER.
- 1988. "Growth Theory and After", AER
- 1990. "Money, Inflation and Growth" with A. Orphanides, in Friedman and Hahn, editors, Handbook of Monetary Economics - intro
- 1989. Made in America, with M. Dertouzos and R. Lester
- 1995. Critical Essay on Modern Macroeconomic Theory, with F.H. Hahn
- 1997. "What is Labor Market Flexibility: What is it good for?", Proceedings of the British Academy
- 1997. "Judgemental Cuts in Consumer Price Indexation Are a Bad Idea," with K. Arrow and J. Tobin, FAS
- 1997. "The Nature of Consumer Price Indices", FAS
- 1997. Learning from "Learning by Doing": Lessons for Economic Growth
- 1998. Work and Welfare
- 1998. Monopolistic Competition and Macroeconomic Theory
- 1998. Inflation, Unemployment, and Monetary Policy with John Bigelow Taylor
- 1999. Monopolistic Competition and Macroeconomic Theory
- 1999. "On Golden Pond", NY Review of Books
- 2000. "Neoclassical Growth Theory", in Taylor and Woodford, editors, Handbook of Macroeconomics - intro
- 2000. "Welfare: The Cheapest Country", NY Review of Books
- 2000. "Economies of Truth: Review of Jacobs", New Republic